# Yima (Henan)
Yima (义马市S, YìmǎP) è una città-contea della Cina, situata nella provincia di Henan e amministrata dalla prefettura di Sanmenxia.